# Gaspare Antonio Baroni Cavalcabò
Gaspare Antonio Baroni Cavalcabò (Borgo Sacco, 8 gennaio 1682 – Villa Lagarina, 12 ottobre 1759) è stato un pittore trentino.
Nonostante un livello qualitativo considerato incostante ed alcuni limiti realizzò moltissime opere e fu uno dei principali artisti del Trentino meridionale della sua epoca, soprattutto dopo che Antonio Gresta si recò in Germania nel 1726. Di lui rimangono quasi esclusivamente opere a tema religioso.

## Biografia

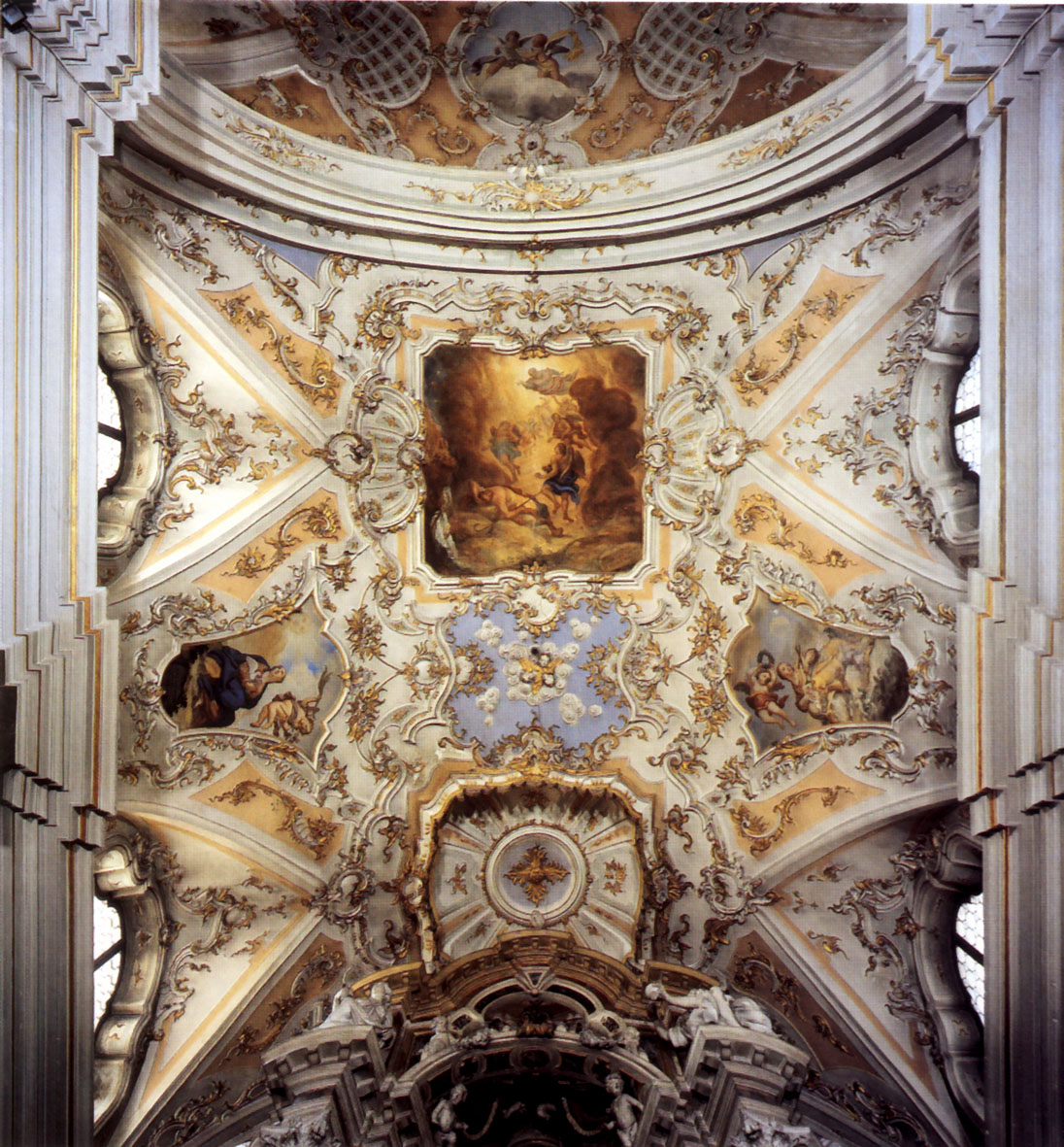
La volta del presbiterio della Chiesa di Santa Maria Assunta a Villa Lagarina con Il sogno di Giacobbe

Su consiglio d'un cugino pittore Giovanni Baroni, diventò allievo a Venezia di Antonio Balestra dal 1703 al 1705. Nel 1707 andò a Roma per studiare con Carlo Maratta, ma dovette tornare a Sacco nel 1708 a causa della morte del padre per occuparsi della sua attività commerciale. Quando il fratello minore divenne maggiorenne e si face carico di questa responsabilità, Gasparantonio tornò a occuparsi di pittura.
Dal 1716 al 1718 lavora alla Chiesa di Santa Maria del Carmine di Rovereto, guadagnando un certo prestigio.
Nel 1727 realizza la pala della chiesa di San Carlo Borromeo a Riccomassimo. A Rovereto nel 1739 e 1741 realizza dei dipinti alla Chiesa arcipretale di San Marco, nel 1747 circa alla Chiesa di Santa Maria del Suffragio e dopo il 1754 nella Chiesa di Santa Croce (oggi presso Palazzo Fedrigotti).
Tre sue tele sono anche nella chiesa parrocchiale di Gazoldo degli Ippoliti, in provincia di Mantova, ed altre due, di grandi dimensioni, sono nel Palazzo Betta Grillo, a Rovereto.
Muore a Villa Lagarina nel 1759, mentre stava lavorando ad un affresco sull'episodio di Giacobbe che sogna la scala del cielo sulla volta nel presbiterio della Chiesa di Santa Maria Assunta.
Fa parte della stessa famiglia il letterato Clemente Baroni Cavalcabò (1726 - 1796), che fornirà diverse informazioni su Gaspare Antonio a Clementino Vannetti per una biografia che sarà pubblicata la prima volta nel 1781.
Era lontano cugino di Giorgio Baroni Cavalcabò (Sacco, 1717 - Parigi, 1799), uno dei grandi avventurieri del secolo XVIII, educatore, collezionista d'arte, incaricato d'affari dell'imperatrice Caterina II di Russia presso l'Ordine di Malta, e del fratello di questi, Melchiorre (Sacco, 1712 - Altona?, 1762?), generale maggiore dell’esercito austriaco.